# ويليام غرنفيل
ويليام ويندهام غرنفيل (بالإنجليزية: William Wyndham Grenville)‏ سياسي بريطاني (25 أكتوبر 1759-12 يناير 1834). تولى رئاسة الوزارة في بريطانيا من 11 فبراير 1806 إلى 31 مارس 1807.
هو ابن جورج غرنفيل رئيس الوزراء الأسبق.
عمل وزيرا للخارجية ما بين 8 يونيو 1791 و20 فبراير 1801 في عهد وليام بت الأصغر.

## روابط خارجية
- ويليام غرنفيل على موقع الموسوعة البريطانية (الإنجليزية)
- ويليام غرنفيل على موقع إن إن دي بي (الإنجليزية)